# Ruprechtia brachystachya
Ruprechtia brachystachya är en slideväxtart som beskrevs av George Bentham. Ruprechtia brachystachya ingår i släktet Ruprechtia och familjen slideväxter. Inga underarter finns listade i Catalogue of Life.